# Toshirō Mutō
Toshirō Mutō (jap. 武藤 敏郎, Mutō Toshirō; * 2. Juli 1943 in Urawa (heute: Urawa-ku, Saitama)) war von 2003 bis 2008 stellvertretender Gouverneur (副総裁, fuku-sōsai) der Bank of Japan (BoJ). Zuvor war er Beamter im Finanzministerium. Er ist Absolvent der Universität Tokio.

## Nominierung zum Gouverneur der BoJ
Im Februar 2008 nominierte die Regierung von Yasuo Fukuda Mutō als Nachfolger von Toshihiko Fukui als Gouverneur der BoJ, dessen Amtszeit am 19. März 2008 auslief. Allerdings verweigerte die Opposition mit ihrer Mehrheit im Oberhaus bei der Abstimmung am 12. März ihre Zustimmung. Für die Nominierung ist eine Zustimmung beider Kammern des Kokkai notwendig. Die nominierte Mutō erneut und führte Verhandlungen mit der Demokratischen Partei, um ein Vakuum in der Führung der Bank zu vermeiden. Am 18. März wurde Mutōs Nominierung im Oberhaus ein zweites Mal abgelehnt. Danach nominierte die Regierung Kōji Tanami, bisher Gouverneur der Japan Bank for International Cooperation (国際協力銀行, kokusai kyōroku ginkō).
Im Juni 2008 verließ Mutō die Zentralbank und arbeitet seit Juli 2008 für das Daiwa Sōken (engl. Daiwa Institute of Research Holdings), das zur Daiwa-Shōken-Gruppe (engl. Daiwa Securities) gehört. Er ist außerdem Gastdozent an der Universität Tokio.